# MAN Lion's Classic
Le MAN Lion's Classic est un autocar interurbain produit à partir de 2000 par MAN.

## Histoire
Le Lion's Classic s'inspire du populaire MAN SL 202 des années 1980.

## Modèles

### Lion's Classic
Le Lion's Classic est un autobus interurbain, il est à mi-chemin entre un autobus de ville et un autocar.
Lors du lancement en 2004, les modèles se nommaient MAN SL 223 pour la version 220 ch, MAN SL 263 pour la version 260 ch et MAN SL 283 pour la version 280 ch. SL signifie Standard-Linienbus ou autobus de ligne standard.

### Lion's Classic G

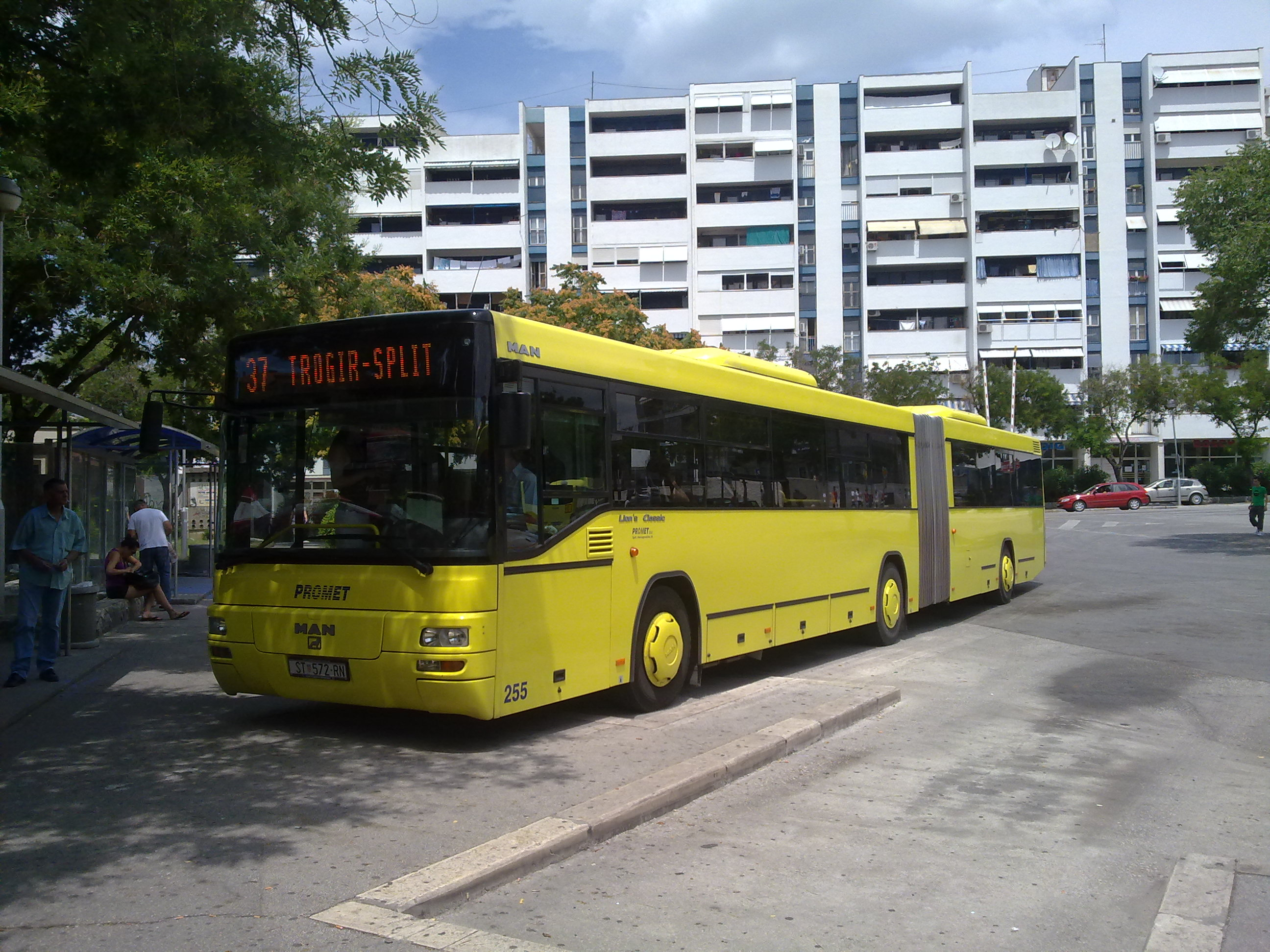
Lion's Classic G à Split en Croatie.

Le Lion's Classic G est la version articulée, il se nomme MAN SG 263 et MAN SG 313 pour des moteurs de 260 ch et 310 ch respectivement. Le G signifie Gelenkbus ou autobus articulé en français.

## Caractéristiques techniques
L'autobus comporte 95 places dont 32 places assises pour la version non-articulée.
- Longueur             = 11,857 m
- Largeur              = 2,500 m
- Hauteur              = 3,130 m
- Empattement          = 5,725 m
- Boîte de vitesses     = automatique ZF 5 HP 500 (5 vitesses)

L'ABS et l'ASR sont de série, l'ESP n'est pas disponibles, la climatisation et l'EBS sont en option.